# José Félix Blanco
José Félix Blanco  (Caracas, Venezuela; 24 de septiembre de 1782-18 de marzo de 1872) fue un sacerdote, historiador, funcionario y general de Venezuela.

## Biografía
Al ser abandonado por sus padres en la infancia, fue criado por la mulata Bartola Madrid. Tomó su apellido de su padrino, el mantuano José Domingo Blanco. Se sabe que su madre fue María Belén Jerez (o Xerez) de Aristeguieta y Blanco (1765-1850), una de las famosas Nueve Musas. Iniciaría estudios en el seminario de Caracas en 1795 y en 1798 recibe autorización del obispo Juan Antonio de la Virgen María y Viana (1745-1800) para vestir prendas sacerdotales. En 1805 solicita su graduación por los cursos de filosofía y teología, pero al ser un hijo natural (bastardo o no legal). En 1809 es ordenado sacerdote.
Capellán del ejército revolucionario, participa en los combates de Aribanache (15 de noviembre) y Sabaneta (30 de noviembre). Acompaña a Francisco de Miranda durante la campaña de Valencia (1811) y el combate de Los Colorados de San Carlos (25 de abril de 1812). Emigra a la colonia británica de isla de Trinidad tras la caída de la Primera República de Venezuela; se une a la Campaña Admirable y destaca en Bárbula (30 de septiembre de 1813), Las Trincheras (3 de octubre), Barquisimeto (10 de noviembre), Vigirima (23-25 de noviembre) y Araure (5 de diciembre). Sirve a las órdenes de José Félix Ribas y Santiago Mariño en Bocachica (31 de marzo de 1814), Valencia (28 de marzo-3 de abril) y Carabobo (28 de mayo). Junto a Rafael Urdaneta se retiró a Nueva Granada y participa con Simón Bolívar en la expedición contra Cartagena de Indias. Se une a José Antonio Páez en Batalla de El Yagual (11 de octubre de 1816) y Achaguas (14 de octubre). En 1817 es administrador de las misiones de Caroní bajo las órdenes de Manuel Piar y Luis Brión. 
Apoya a Manuel Piar en la Batalla de San Félix y este lo nombra comandante general. José Félix Blanco firma la Constitución de Cúcuta en 1821. Defiende a Bolívar de los ataques de La Cosiata, reforzando la provincia de Trujillo. El 5 de marzo de 1833 se seculariza con el permiso del papa Gregorio XVI. Lucha por el gobierno de José María Vargas durante la Revolución de las Reformas en Maracaibo.
Es ministro de guerra y marina en 1837. Es candidato a las elecciones presidenciales de Venezuela de 1846. El 7 de mayo de 1847 el  presidente Monagas nombró a Blanco, secretario de Estado en los despachos de Hacienda y Relaciones Exteriores. En 1855 se dedica a la historia. Durante la Guerra Federal es consejero de Estado. Rehabilitado como sacerdote en 1863 con la autorización de Pío IX.  Los restos mortales de José Félix Blanco reposan en el Panteón Nacional desde el 3 de julio de 1896.